# Cantó de Saint-Père-en-Retz
El cantó de Saint-Père-en-Retz (bretó Kanton Sant-Pêr-Raez) és una divisió administrativa francesa situat al departament de Loira Atlàntic a la regió de Loira Atlàntic, però que històricament ha format part de Bretanya.

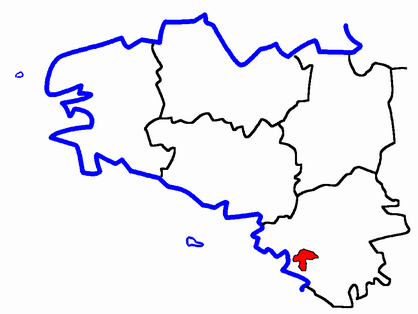
Situació del cantó

## Composició
El cantó aplega 4 comunes: 
| Nom francès        | Nom bretó          | Població | km²    | Codi Postal | Codi INSEE |
| Chauvé             | Kalveg             | 1.695    | 40,98  | 44320       | 44038      |
| Frossay            | Frozieg            | 2.106    | 57,22  | 44320       | 44061      |
| Saint-Père-en-Retz | Sant-Pêr-Raez      | 3.454    | 62,72  | 44320       | 44187      |
| Saint-Viaud        | Sant-Widel-Skovrid | 1.837    | 32,63  | 44320       | 44192      |
| Cantó              | Sant-Pêr-Raez      | 9.092    | 193,55 | -           | 4441       |

## Història
| Data d'elecció                           | Identitat              | Partit        | Qualitat |
| ---------------------------------------- | ---------------------- | ------------- | -------- |
| 2001-2008                                | Pierre Olivier         | Divers droite |          |
| 2008-                                    | Chantal Leduc-Bouchaud |               |          |
| les dades anteriors no són pas conegudes |                        |               |          |
|                                          |                        |               |          |